# Ángel Montoro Sánchez
Ángel Montoro Sánchez (Valencia, 25 giugno 1988) è un ex calciatore spagnolo, di ruolo centrocampista.

## Carriera

### Club
Prodotto delle giovanili del Valencia, ha debuttato in prima squadra il 31 ottobre 2007, giocando 10 minuti nella partita di campionato persa in casa per 1–5 contro il Real Madrid. Con l'arrivo di Ronald Koeman e gli ingaggi di Hedwiges Maduro e Éver Banega, nel gennaio 2008 ritornò al Mestalla. Nei successivi due anni è stato ceduto in prestito al Real Murcia e al Real Unión, per poi rientrare nella squadra B del Valencia.
Il 25 febbraio 2021 nel ritorno dei sedicesimi di Europa League contro il Napoli segna un gol decisivo che permette alla sua squadra, nonostante la sconfitta per 1-2, di passare il turno in virtù del 2-0 dell'andata.

### Nazionale
A livello di nazionale, ha militato nelle formazioni giovanili della Spagna sino all'Under-19, con cui ha vinto il Campionato europeo di calcio Under-19 2007.

## Palmarès

### Club

#### Competizioni nazionali
- Coppa di Spagna: 1

Valencia: 2007-2008

### Nazionale
- Campionato europeo di calcio Under-19: 1

Austria 2007